# A Night at the Opera (musikalbum av Blind Guardian)
A Night at the Opera från 2002 är den tyska hårdrocksgruppen Blind Guardians sjunde album och än så länge deras mest framgångsrika.

## Låtlista
1. "Precious Jerusalem" - 6:22
2. "Battlefield" - 5:37
3. "Under the Ice" - 5:45
4. "Sadly Sings Destiny" - 6:05
5. "The Maiden and the Minstrel Knight" - 5:30
6. "Wait for an Answer" - 6:30
7. "The Soulforged" - 5:18
8. "Age of False Innocence" - 6:06
9. "Punishment Divine" - 5:46
10. "And Then There Was Silence" - 14:08
11. "Mies del Dolor" - 3:40 (bonuslåt)